# Automatizovaný externí defibrilátor

Mezinárodní symbol umístění automatizovaného externího defibrilátoru

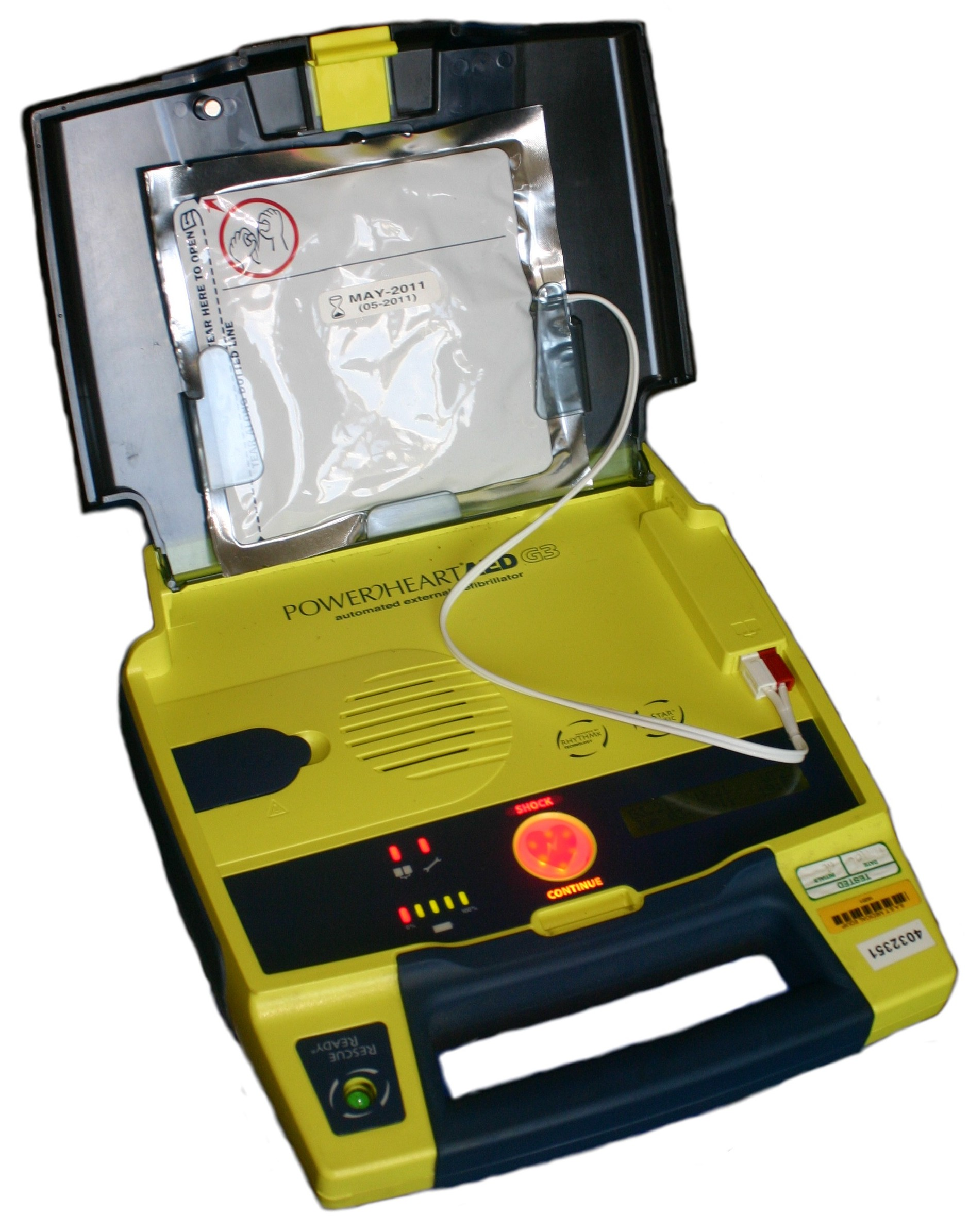
AED

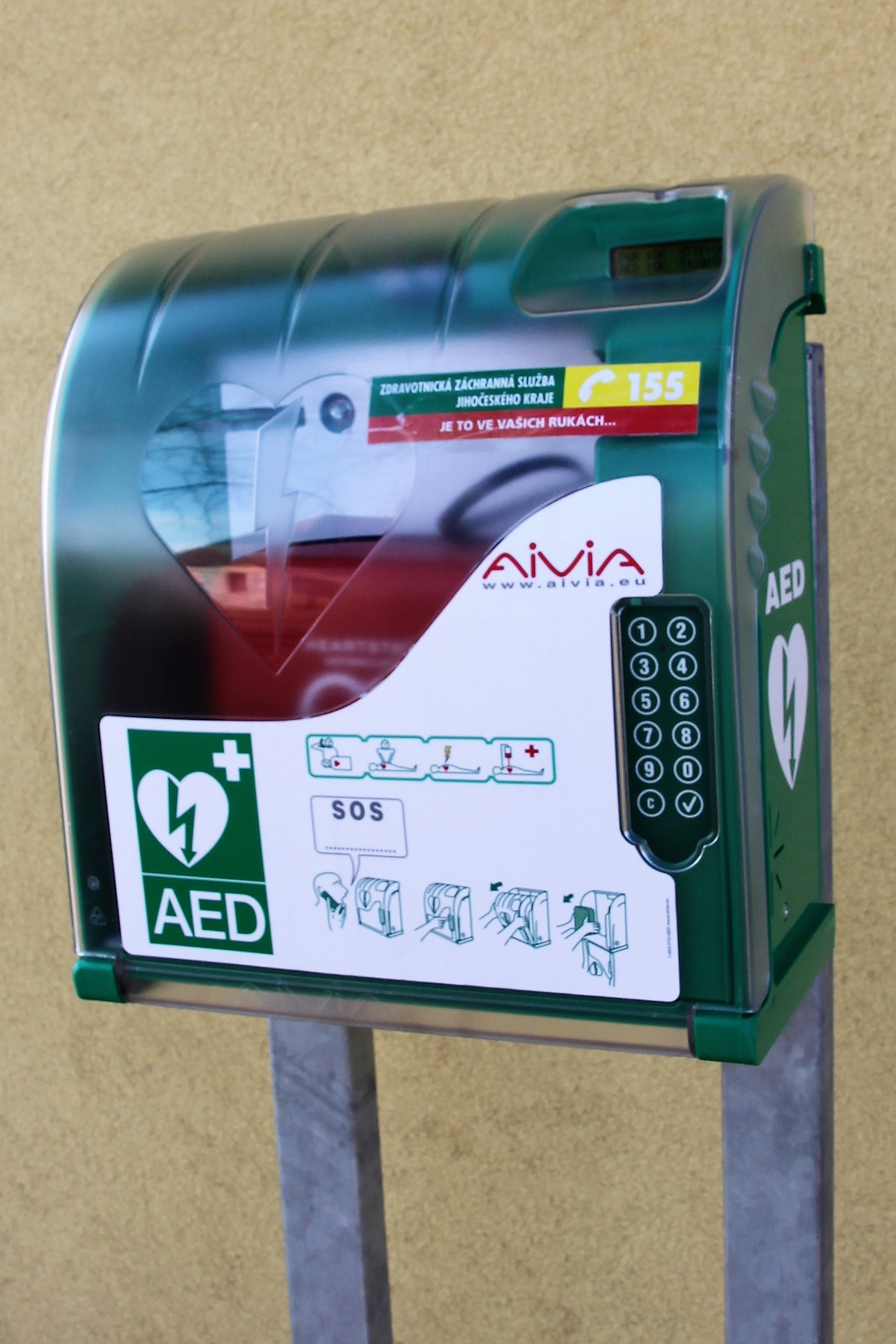
Defibrilátor umístěný v boxu na veřejně přístupném místě (Rudolfov)

Automatizovaný externí defibrilátor (AED) je přístroj určený k laické resuscitaci, postiženému srdci podá elektrický výboj (tzv. defibrilace). AED je schopno automaticky rozlišit mezi defibrilovatelnými a nedefibrilovatelnými rytmy. Laika navádí hlasitými mluvenými pokyny.

## Jak správně AED použít?
1. Zjistíme, zda nám nehrozí nebezpečí.
2. Zavoláme si o pomoc z okolí.
3. Zjistíme, zda postižený reaguje – hlasitě dotyčného oslovíme, zatřeseme jeho rameny.
4. Pokud nereaguje, otočíme jej na záda.
5. Zprůchodníme dýchací cesty tlakem na čelo a tahem brady vzhůru.
6. Během 10 sekund zkontrolujeme dýchání – svoji hlavu přiblížíme k obličeji postiženého a sledujeme pohyby hrudníku.
7. Voláme záchrannou službu pod číslem 155.
8. Pokud člověk NEDÝCHÁ NORMÁLNĚ (má např. lapavé dechy, chrčí), zahájíme resuscitaci – nepřerušovaně oběma rukama stlačujeme střed hrudníku frekvencí 100–120/min do hloubky 5–6 cm.
9. Pošleme někoho dalšího pro AED. Pokud jsme na místě sami, masáž nepřerušujeme a přístroj nevyhledáváme.
10. Otevřeme / spustíme AED.
  - po zapnutí AED se automaticky spustí hlasová nápověda
  - nalepíme elektrody na odhalený hrudník raněného přesně dle obrázků
  - během nalepování elektrod stlačování hrudníku nepřerušujte!
  - při vyhodnocování srdečního rytmu odstupte od postiženého, nedotýkejte se jej
  - je-li výboj doporučen, AED nás vyzve k podání výboje zmáčknutím tlačítka, nebo jej sám podá
  - při výboji se postiženého nedotýkejte, odstupte od něj
11. Po podání výboje okamžitě pokračujte ve stlačování hrudníku.
  - pokud bude potřeba další výboj, AED nás upozorní
  - nalepené elektrody již nesundáváme až do příjezdu záchranné služby
12. Ve stlačování hrudníku pokračujeme, dokud:
  1. se postižený aktivně nebrání (pohyb, otevírání očí)
  2. si resuscitaci nepřevezmou záchranáři
  3. nedojde k úplnému vyčerpání zachránců
  4. nám nehrozí nebezpečí.

## Rozmístění AED
Přístroje AED slouží široké veřejnosti na místech s vyšší koncentrací lidí a tedy rizikem NZO. Mají jej k dispozici mj. složky IZS – policisté, strážníci, hasiči, horská služba.
Místa s vyšší koncentrací lidí:
- letiště, nádraží
- nákupní centra
- kulturní centra, divadla, kina
- hotely
- průmyslové haly, velké firmy
- školy

Místa s vyšší fyzickou nebo psychickou zátěží:
- sportovní centra, fitness centra, posilovny
- kasina
- úřady, vládní instituce, soudní budovy
- bazény, aquaparky
- rozhledny, místa se zvýšeným stoupáním